# Каргызакова
Каргызакова — река в России, протекает по Новокузнецкому району Кемеровской области.
Устье реки находится в 16 км по левому берегу реки Кондома. Длина реки составляет 29 км.

## Данные водного реестра
По данным государственного водного реестра России, относится к Верхнеобскому бассейновому округу, водохозяйственный участок реки — Кондома, речной подбассейн реки — Томь. Речной бассейн реки — Верхняя Обь до впадения Иртыша.